# Neuer jüdischer Friedhof (Biała Podlaska)
Koordinaten: 52° 2′ 20″ N, 23° 7′ 11,6″ O

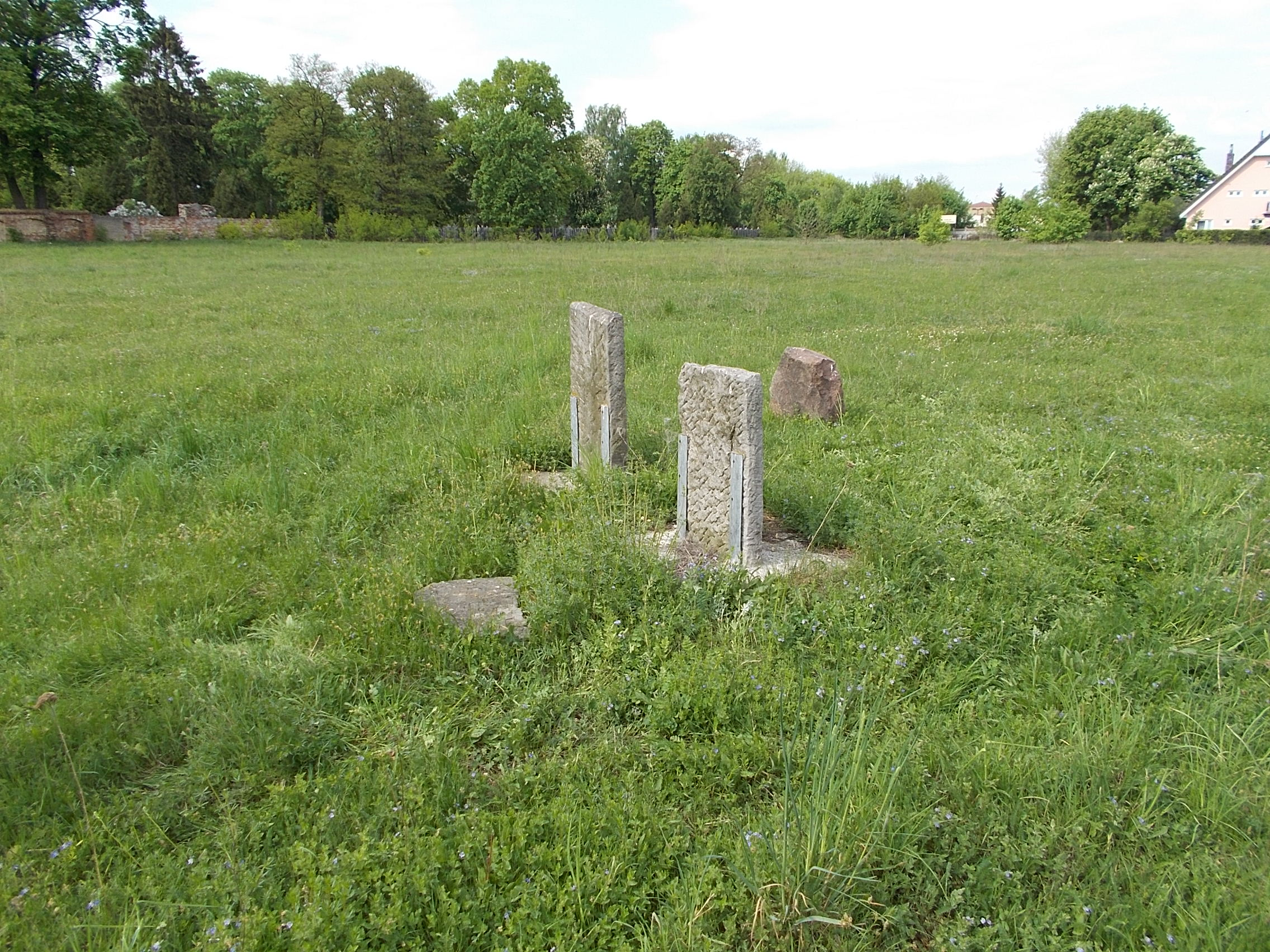
Neuer jüdischer Friedhof in Biała Podlaska

Der Neue jüdische Friedhof in Biała Podlaska, einer polnischen Stadt in der Wojewodschaft Lublin, wurde Anfang des 19. Jahrhunderts errichtet. Der jüdische Friedhof wurde während des Zweiten Weltkriegs zerstört und nahezu alle Grabsteine wurden entfernt.